# Avianca (El Salvador)
Transportes Aéreos del Continente Americano S.A. conocida simplemente como TACA es una aerolínea salvadoreña propiedad de Kingsland LTD. A partir del 28 de mayo de 2013 opera bajo la marca comercial “Avianca”,. TACA fue fundada en 1931 en Honduras. A partir del 21 de junio de 2012 TACA se incorporó oficialmente como miembro de Star Alliance. Hasta el 2013 fue reconocida como la segunda aerolínea más antigua de Centroamérica y El Caribe. El 28 de mayo de 2013 completó su proceso de fusión con la aerolínea colombiana Avianca.
TACA desarrolló una amplia red de rutas en todo el continente desde un sistema "multi-hub" servido desde tres ciudades:
- San Salvador, Aeropuerto Internacional de El Salvador
- San José de Costa Rica, Aeropuerto Internacional Juan Santamaría, (cerrado en 2013 y rebajado a "focus city")
- Lima, Aeropuerto Internacional Jorge Chávez
- Bogotá, Aeropuerto Internacional El Dorado no es centro de operaciones fundado por TACA, sin embargo, luego de la fusión pasó a ser el principal punto para Avianca Holdings.

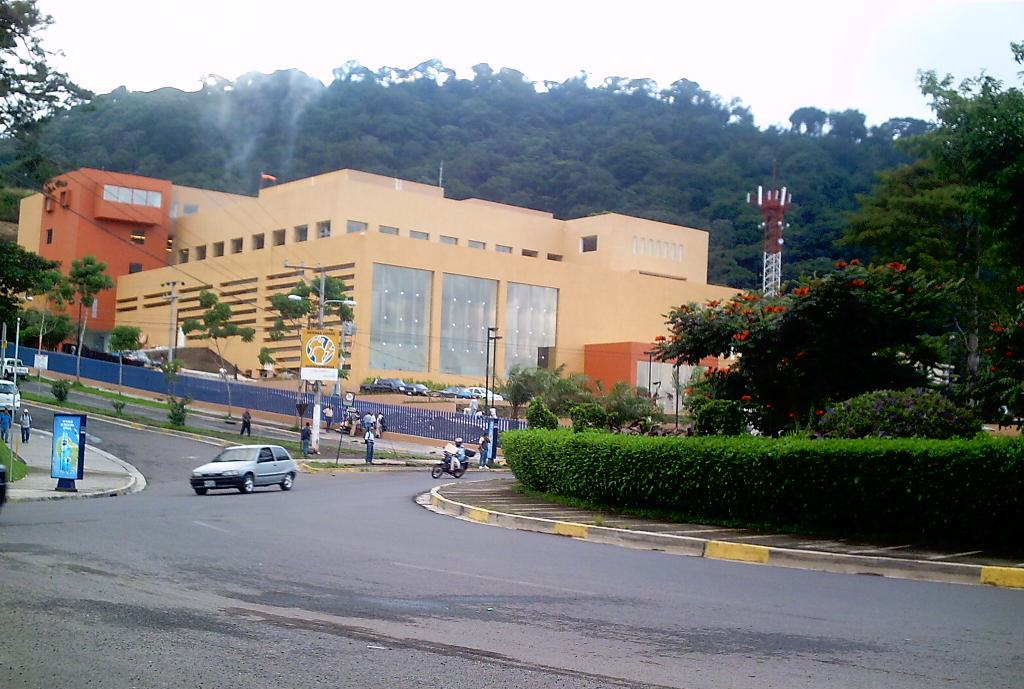
La sede de Avianca en San Salvador.

## Historia

### Fundación de TACA y surgimiento de filiales
En el año de 1931, TACA fue fundada como la compañía “Transportes Aéreos Centroamericanos” (TACA) en la ciudad de Tegucigalpa, república de Honduras, por el capitán de origen neozelandés Lowell Yerex, como una empresa de servicio mixto (pasajeros y carga). TACA inició operaciones con un avión Stinson monomotor. Sus rutas llegaron a cubrir todo el territorio nacional y sus aeronaves ostentaban la matrícula mexicana XH para ser cambiada posteriormente por HR. En 1945 Yerex abandonó la empresa y se trasladó su sede a la república de El Salvador lugar donde se modernizó y expandió hasta estas fechas. La empresa constituyó grupos de inversión en otros países de Latinoamérica, TACA Guatemala, TACA Honduras, TACA Costa Rica, TACA Airways Panamericana (Panamá), Líneas Aéreas TACA Colombia, TACA de Venezuela y Aerovías Brasil. para posteriormente ser vendidos a las aerolíneas nacionales; en el caso de Honduras TACA fue vendida a SAHSA.

### TACA International Airlines El Salvador

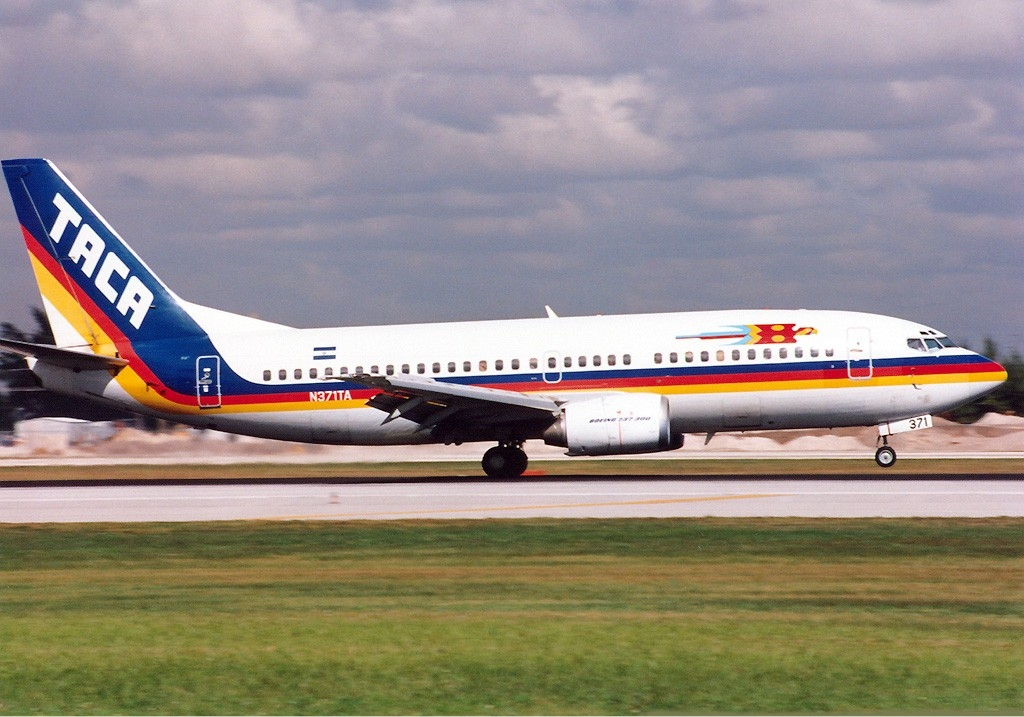
TACA International Airlines Boeing 737-300 en la década de los 90's.

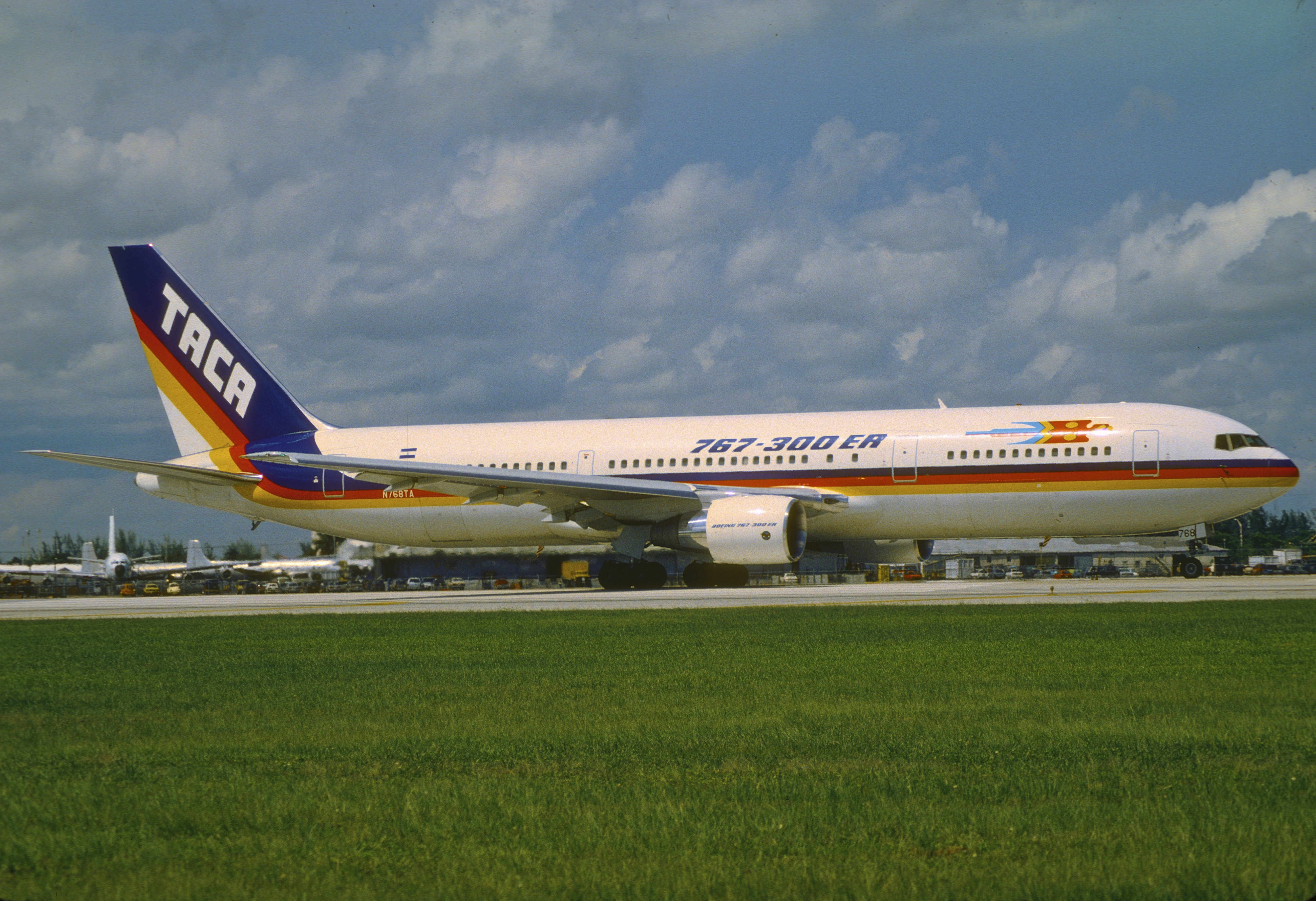
Boeing 767 de TACA Airlines

Más tarde TACA se organizó como una empresa de carácter internacional teniendo su única sede en San Salvador bajo el nombre de TACA International. Desarrollaba grandes operaciones en Estados Unidos, principalmente hacia Nueva Orleans, y a las ciudades más importantes de Centroamérica. Fue adquirida totalmente por parte de la familia Kriete, sus operaciones fueron focalizadas en El Salvador, consolidándose como una fuerte competidora en la región. Eso aun cuando El Salvador se encontraba en un fuerte conflicto armado civil. En este periodo TACA llevó el jet e innovó en América Latina, siendo la primera aerolínea en operar Boeing 737 y Boeing 767 (TACA ha sido la única aerolínea centroamericana y del Caribe hasta la fecha en operar aviones de cabina ancha).

### Grupo TACA

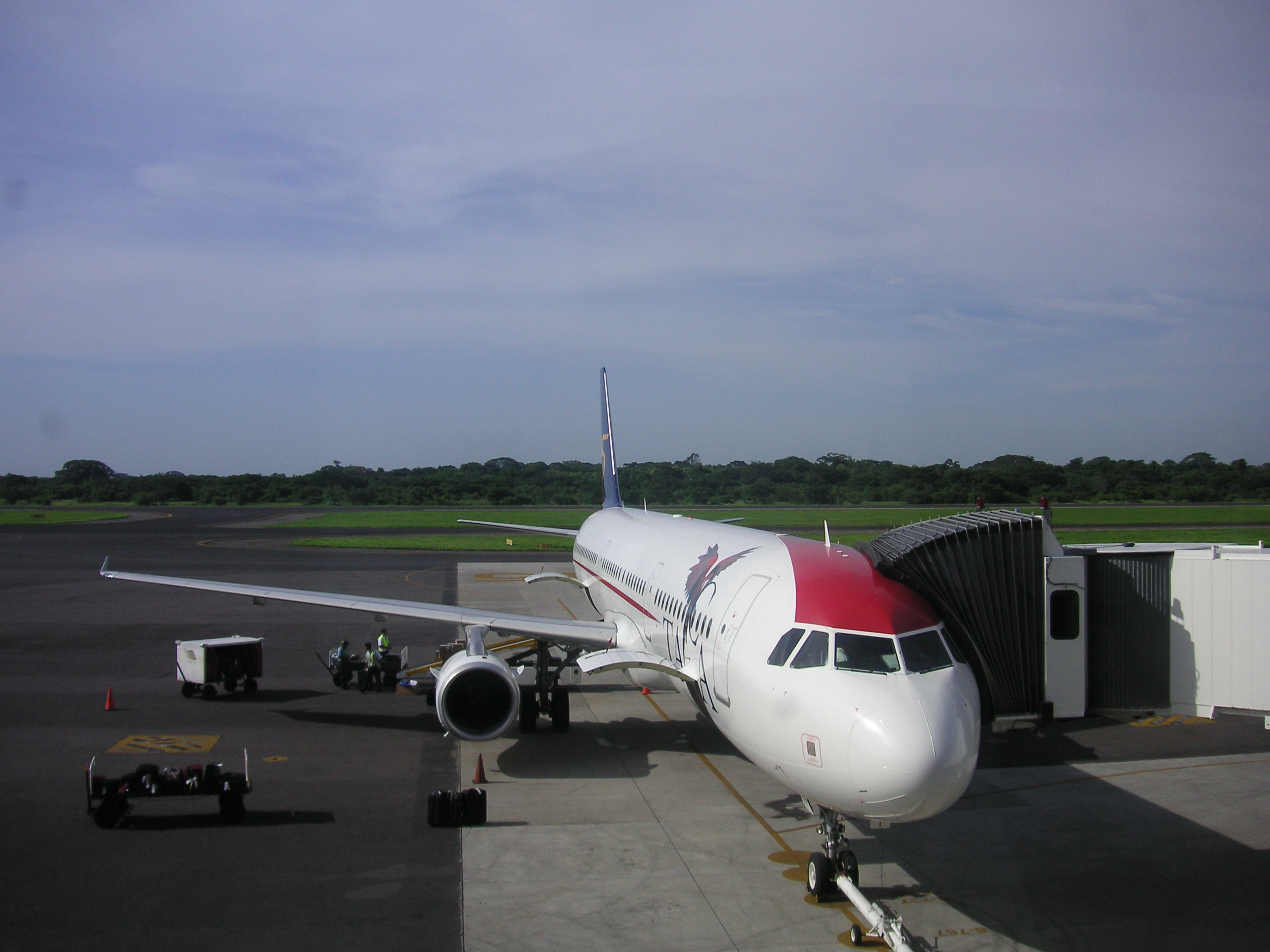
Grupo TACA con librea especial "Guara Traviesa" en el marco del 75 aniversario de la aerolínea

Luego entre 1989 y 1995, TACA desarrolló una alianza estratégica con Aviateca y Nica, aerolíneas de Guatemala y Nicaragua, consolidándose en Grupo TACA, al mismo tiempo que la aerolínea SAHSA de Honduras desaparecía por razones de administración.

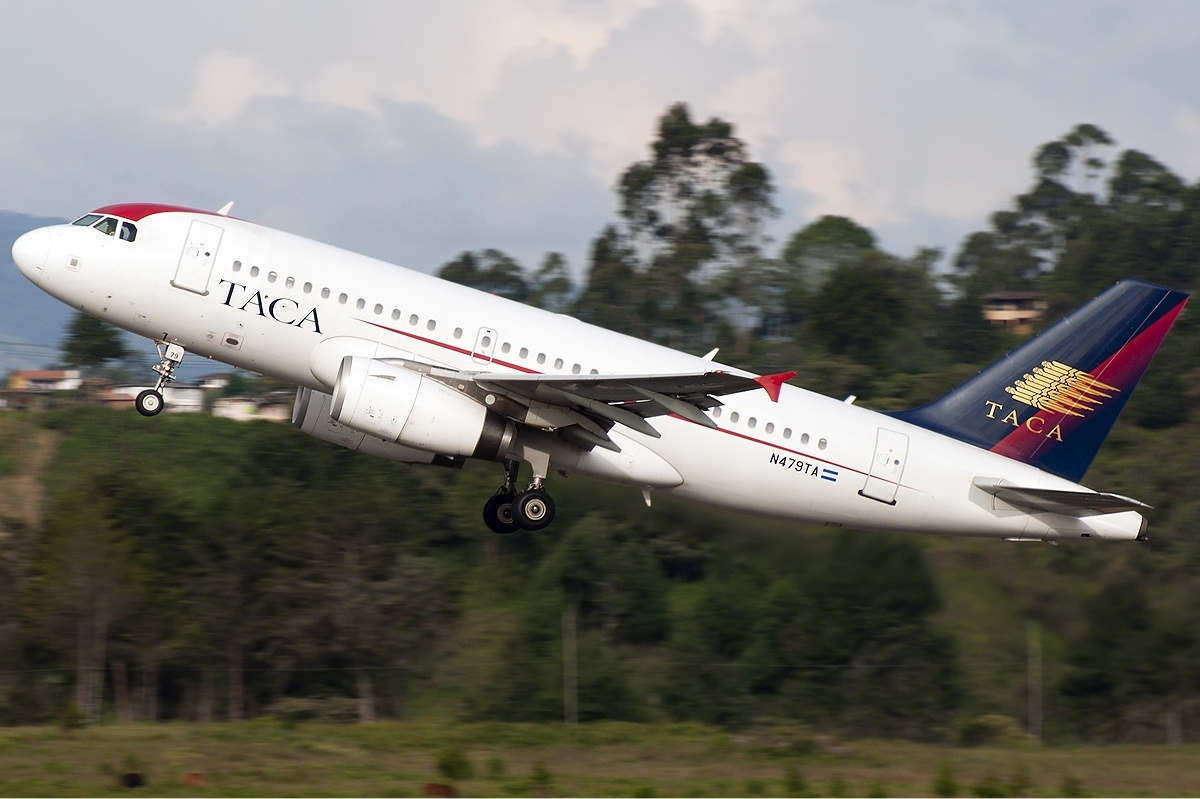
Grupo TACA Airbus A319 en Medellín, Colombia (2010).

Por más de 76 años, TACA funcionó como la aerolínea de bandera de El Salvador, hasta que en los años 1990, TACA compró la mayoría de acciones de las otras aerolíneas centroamericanas para posteriormente formar el Grupo TACA. El nombre “TACA” se origina como Transportes Aéreos de Centro América para luego ser modificado a Transportes Aéreos del Continente Americano.
Aviateca en la actualidad opera vuelos con su propia placa con boletería manual en las rutas que aún pertenecen a la aerolínea guatemalteca; operando con ATR 72 y A319 aunque vuelan con otras matrículas. Después de solo tres años de haberse consolidado en Grupo TACA, la aerolínea decide renovar su flota y lidera la orden de aviones Airbus A319, A320 y A321 más grande de la historia, junto con TAM de Brasil y LAN de Chile. TACA tenía experiencia con Airbus porque Lacsa operó aviones A320 desde 1990, siendo la primera aerolínea en incorporar estas aeronaves en América.
En 1992, Taca firma una alianza estratégica con la aerolínea panameña Copa Airlines la cual llega a integrar el grupo junto con otras aerolíneas centroamericanas como LACSA de Costa Rica, Aviateca de Guatemala y Nica de Nicaragua. Una razón principal que llevó a la formación de la alianza es que Copa inicia las operaciones del primer centro de conexiones de vuelos dentro de Latinoamérica con sede en Panamá creando así el “Hub de las Américas” en el Aeropuerto Internacional de Tocumen. La alianza estuvo firme hasta que el convenio expiró en 1998.
Luego en 2001, teniendo sus centros de conexiones principales en San Salvador, El Salvador, y en San José, Costa Rica, se incorpora Lima, Perú como equivalente para Sudamérica, a través de la integración de TACA Perú. Con esta nueva agregación Grupo TACA puede ofrecer una red integral de rutas en todo el continente americano.
En 2005, TACA fue uno de los socios fundadores de la aerolínea mexicana Volaris.
Es importante notar, que en el 2008, Roberto Kriete y la junta directiva dieron por terminado el nombre “Grupo TACA”, nombre que se utilizó durante la fusión de LACSA, NICA, SAHSA y Aviateca. Se revirtió al nombre original, TACA Airlines.

### TACA Airlines y alianza Avianca-TACA

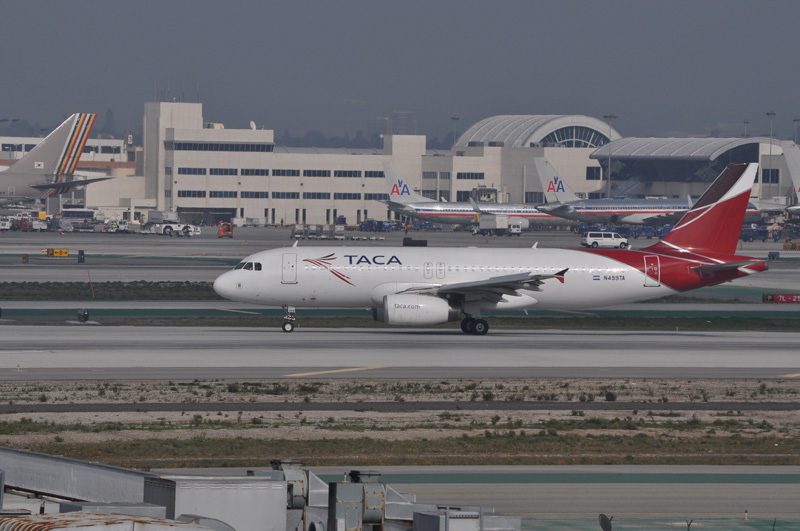
TACA Airlines Airbus A320 en Los Ángeles desde San Salvador (SAL).

El 7 de octubre de 2009 TACA y Avianca anuncian una alianza estratégica entre ambas compañías.
Los accionistas mayoritarios de Avianca y TACA han acordado contribuir sus compañías a la formación de una nueva Compañía Holding con sede en Bahamas. La participación será aproximadamente en dos tercios (67%) para Synergy Aerospace y un tercio (33%) para Grupo TACA Holdings; los accionistas han definido que el modelo de gobierno corporativo de la empresa estará basado en el común acuerdo. Un modelo de operaciones de 4 hubs en Colombia, Perú, El Salvador y Costa Rica. Actualmente la sede principal de operaciones de la inicialmente llamada AviancaTaca, hoy Avianca Holdings  está ubicada en Bogotá, Colombia. Un 10% de las acciones de TACA Int. Airlines pasan a manos de Avianca con opción de compra de más acciones a futuro, aunque no significa que ha comprado esta aerolínea.
Las aerolíneas operativas TACA, LACSA, TACA Perú, Avianca, SAM, Tampa y regionales continuarán operando de acuerdo a sus respectivos Certificados de Operación. Las marcas Avianca y TACA son activos valiosos y considerados importantes generadores de ingresos, por lo que en sus respectivos mercados permanecerán separadas. Sujetos a regulaciones y otras aprobaciones.

### Avianca El Salvador

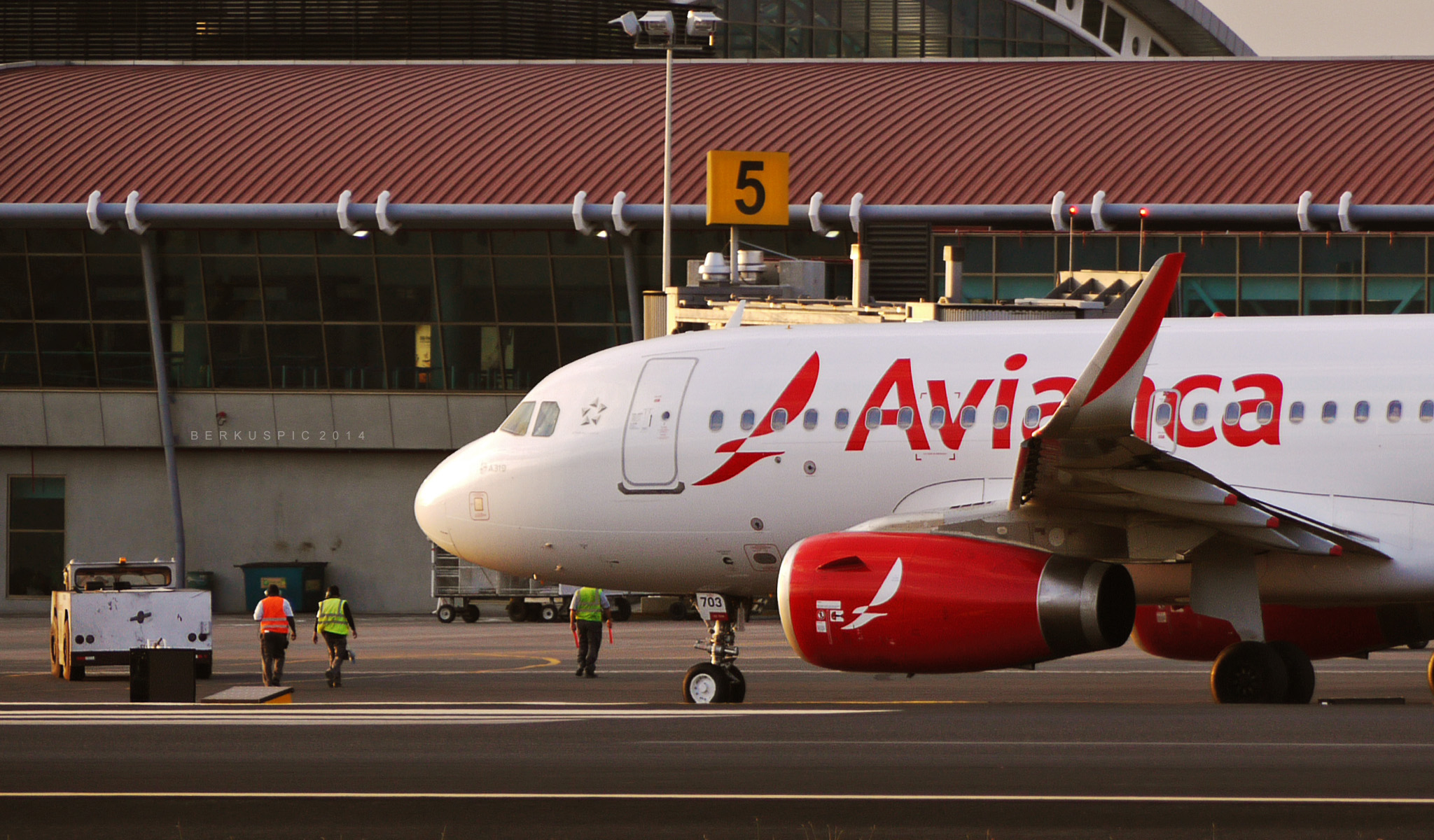
Avianca Airbus A319 con la nueva livery.

El 10 de octubre de 2012 se informó en una conferencia de prensa que el nombre comercial TACA desaparecerá de los aviones y de la promoción y mercadeo y se sustituirá por Avianca, según representantes del grupo que controla esas marcas. El uso de la marca única para el grupo se hará en la primera mitad del 2013. En la aerolínea aseguran que con este plan serán los líderes en toda la región, en el año 2015.
La combinación de estas aerolíneas proverá de la mayor red de rutas en Latinoamérica: 100 destinos en América y Europa, además de una flota de más de 150 aviones
La familia Kriete de El Salvador es dueña y accionista mayoritaria del Grupo TACA, Avianca es dueño desde 2009 del 10% de las acciones de TACA Int. Airlines, lo que convierte a Avianca en el dueño del 75% de AviancaTaca, hoy llamada Avianca Holdings, cuyo Presidente de la Junta Directiva actualmente es Roberto Kriete.
Avianca hace parte de Avianca Holdings, este grupo es uno de los más importantes en la industria de la aviación. Actualmente el grupo de aerolíneas que conforman Avianca la hacen la segunda aerolínea más grande e importante de toda América Latina, haciendo presencia en la gran mayoría de los países del continente americano y del continente Europeo. Los principales hubs de Avianca se encuentran en las ciudades  de Bogotá, San Salvador y Lima y son los segundos operadores internacionales más importantes en el Aeropuerto Internacional de Miami, solo superado por American Airlines.

## Flota

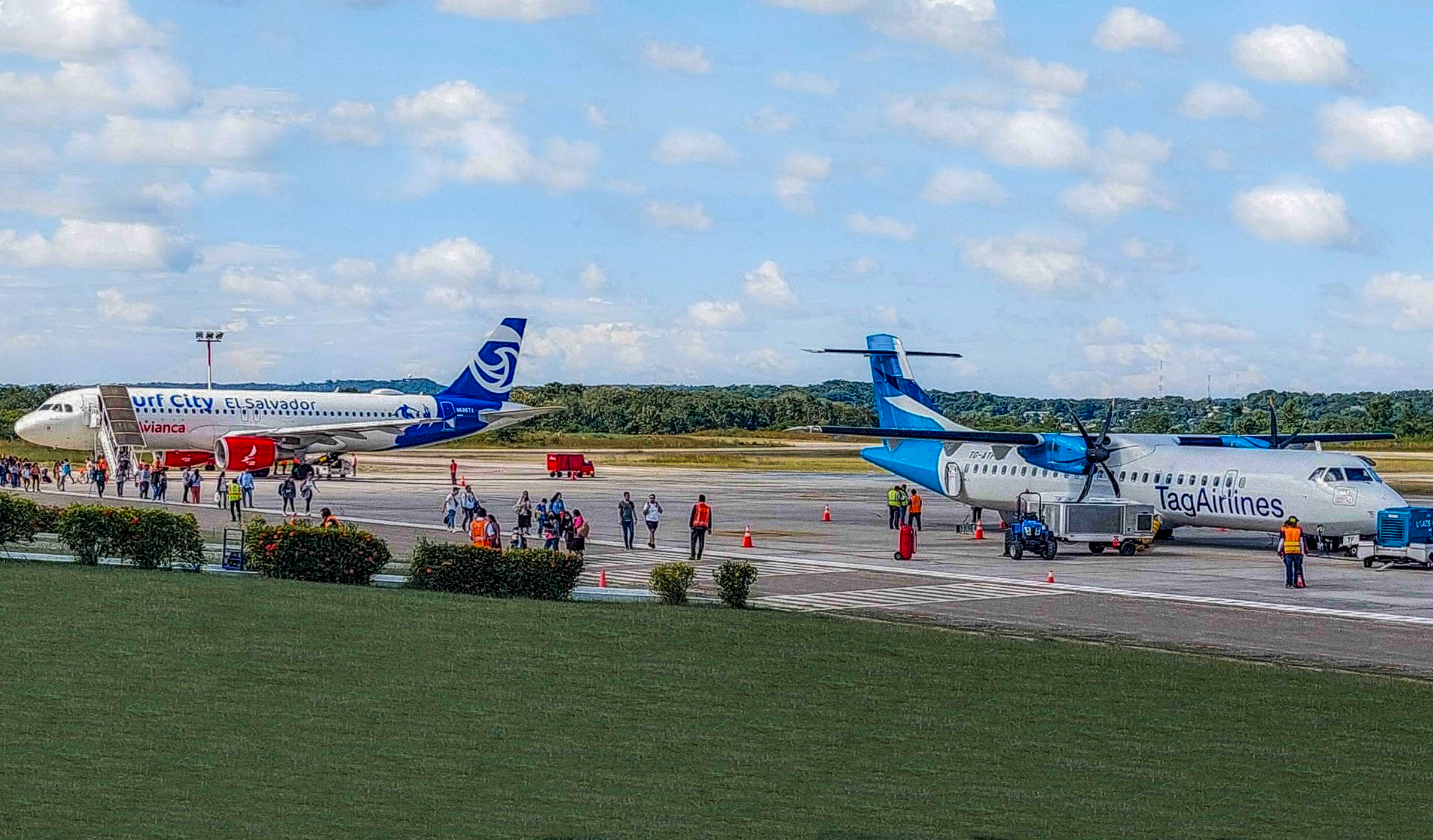
Airbus A320 de Avianca El Salvador con matrícula N686TA, en el Aeropuerto Internacional Mundo Maya.

La flota de Avianca El Salvador se compone de las siguientes aeronaves:
| Aeronaves       | En servicio | Pedidos | Asientos                                          | Asientos                                          | Asientos                                          | Matrículas                                        | Antigüedad                                        |
| Aeronaves       | En servicio | Pedidos | Y                                                 | C                                                 | Total                                             | Matrículas                                        | Antigüedad                                        |
| --------------- | ----------- | ------- | ------------------------------------------------- | ------------------------------------------------- | ------------------------------------------------- | ------------------------------------------------- | ------------------------------------------------- |
| Airbus A320-200 | 1           | —       | 12                                                | 168                                               | 180                                               | N686TA                                            | 12,5 años                                         |
| Airbus A320neo  | 7           | —       | 12                                                | 168                                               | 180                                               | N769AV                                            | 6,8 años                                          |
| Airbus A320neo  | 7           | —       | 12                                                | 168                                               | 180                                               | N779AV                                            | 6,5 años                                          |
| Airbus A320neo  | 7           | —       | 12                                                | 168                                               | 180                                               | N788AV                                            | 5,6 años                                          |
| Airbus A320neo  | 7           | —       | 12                                                | 168                                               | 180                                               | N902AV                                            | 0,5 años                                          |
| Airbus A320neo  | 7           | —       | 12                                                | 168                                               | 180                                               | N903AV                                            | 0,5 años                                          |
| Airbus A320neo  | 7           | —       | 12                                                | 168                                               | 180                                               | N904AV                                            | 0,3 años                                          |
| Airbus A320neo  | 7           | —       | 12                                                | 168                                               | 180                                               | N905AV                                            | 0,3 años                                          |
| Total           | 8           | —       | Edad media de la flota (enero de 2025): 4,1 años. | Edad media de la flota (enero de 2025): 4,1 años. | Edad media de la flota (enero de 2025): 4,1 años. | Edad media de la flota (enero de 2025): 4,1 años. | Edad media de la flota (enero de 2025): 4,1 años. |

### Flota histórica
Otros aviones que alguna vez integraron parte de la flota Avianca-TACA fueron:
| Aeronaves                   | Total | Introducido | Retirado | Matrículas |
| --------------------------- | ----- | ----------- | -------- | --- |
| Airbus A300                 | 1     | 2002        | 2006     | N59107 |
| Airbus A319-100             | 14    | 1999        | 2023     | N471TA, N473TA, N474TA, N475TA, N990TA, N991TA, N476TA, N477TA, N992TA, N478TA, N479TA, N521TA, N522TA y N524TA                                             |
| Airbus A321-200             | 7     | 2005        | 2022     | N566TA, N567TA, N568TA, N564TA, N692AV, N697AV y N747AV |
| ATR 42                      | 1     | 1996        | 2006     | HR-IAX |
| BAC 1-11                    | 4     | 1966        | 1990     | YS-17C, YS-18C, YS-01C y TI-LRI |
| Beechcraft Modelo 18        | 1     | 1944        | 1946     | TI-78 |
| Bellanca CH-400             | 1     | 1931        | h. 1940  | 2AT-HX |
| Boeing 737-200              | 18    | 1978        | 2013     | N236TA, N135TA, N122GU, N4905W, YS-08C, N240TA, N235TA, N281LF, N238TA, N232TA, N501NG, N261LR, N231TA, N233TA, N271LR, N861L, N930PG y N239TA              |
| Boeing 737-300              | 9     | 1988        | 1999     | N375TA, N851LF, N841LF, N75356, G-BNGM, N371TA, N372TA, N373TA y N374TA                                                                                     |
| Boeing 737-400              | 1     | 1992        | 1993     | N521LF |
| Boeing 767                  | 8     | 1985        | 2002     | N767BE, N767TA, N762TA, G-BPFV, G-BRIG, N770TA, N768TA y N769TA                                                                                             |
| Canadair CL-44              | 1     | 1974        | 1974     | YS-04C |
| Canadair North Star         | 1     | 1967        | 1967     | YS-27C |
| Cessna 208 Caravan          | 5     | 1997        | 2006     | TI-LRV, TI-LRB, N1038F, TI-LRS y HP-1397APP |
| Cessna 500 Citation I       | 1     | 1991        | 1995     | N120ES |
| Curtiss C-46 Commando       | 2     | 1955        | 1970     | PP-ITI y N75393 (re-reg. YS-35) |
| Douglas DC-3/C-47           | 13    | 1945        | 1954     | C-126, C-214, C-215 (re-reg. C-155), C-212, YS-24, TI-1000, YS-21 (re-reg. TI-25), YS-39, TI-104 (re.reg. C-170 y C-205), TI-106, TI-103, YS-36 y TI-120    |
| Douglas DC-4                | 5     | 1947        | 1972     | YS-33C, YS-04C, YS-67, YS-44 (re-reg. YS-02C) y YS-52 (re-reg. YS-03)                                                                                       |
| Douglas DC-6                | 4     | 1971        | 1984     | YS-37C, YS-38C, YS-39C y YS-35C |
| Embraer E-190               | 12    | 2008        | 2019     | TI-BCF (re-reg. N935TA), TI-BCG (re-reg. N936TA), TI-BCH (re-reg. N937TA), TI-BCI (re-reg. N938TA), N982TA, N983TA, N984TA, N986TA, N987TA, N988TA y N989TA |
| Ford Trimotor               | 1     | 1931        | h. 1940  | XAT-MA |
| Lockheed L-188 Electra      | 1     | 1976        | 1985     | YS-06C |
| Lockheed Modelo 18 Lodestar | 2     | 1945        | 1947     | TI-84 y YS-28 |
| Vickers Viscount            | 6     | 1958        | 1976     | YS-09C, YS-28C, YS-07C, YS-06C, YS-08C y YS-11C |

## Destinos
Avianca El Salvador tiene como centro de operaciones al Aeropuerto Internacional de El Salvador Monseñor Óscar Arnulfo Romero y Galdámez, ubicado en el Departamento de La Paz, desde donde vuela a los siguientes destinos:
| Países                                                         | Destinos            | Aeropuertos                                          | Notas                          |
| Norteamérica                                                   | Norteamérica        | Norteamérica                                         | Norteamérica                   |
| -------------------------------------------------------------- | ------------------- | ---------------------------------------------------- | ------------------------------ |
| Canadá                                                         | Montreal            | Aeropuerto Internacional Pierre Elliott Trudeau      |                                |
| Canadá                                                         | Toronto             | Aeropuerto Internacional Toronto Pearson             | Operado por Avianca Costa Rica |
| Estados Unidos                                                 | Boston              | Aeropuerto Internacional Logan                       |                                |
| Estados Unidos                                                 | Dallas              | Aeropuerto Internacional de Dallas-Fort Worth        |                                |
| Estados Unidos                                                 | Houston             | Aeropuerto Intercontinental George Bush              |                                |
| Estados Unidos                                                 | Las Vegas           | Aeropuerto Internacional Harry Reid (estacional)     |                                |
| Estados Unidos                                                 | Los Ángeles         | Aeropuerto Internacional de Los Ángeles              |                                |
| Estados Unidos                                                 | Miami               | Aeropuerto Internacional de Miami                    | Opera también desde Managua    |
| Estados Unidos                                                 | Nueva York          | Aeropuerto Internacional John F. Kennedy             |                                |
| Estados Unidos                                                 | Ontario             | Aeropuerto Internacional LA/Ontario                  |                                |
| Estados Unidos                                                 | Orlando             | Aeropuerto Internacional de Orlando                  |                                |
| Estados Unidos                                                 | San Francisco       | Aeropuerto Internacional de San Francisco            |                                |
| Estados Unidos                                                 | Washington D. C.    | Aeropuerto Internacional de Washington-Dulles        |                                |
| México                                                         | Cancún              | Aeropuerto Internacional de Cancún                   |                                |
| México                                                         | Ciudad de México    | Aeropuerto Internacional de la Ciudad de México      |                                |
| Centroamérica y el Caribe                                      |                     |                                                      |                                |
| Costa Rica                                                     | San José            | Aeropuerto Internacional Juan Santamaría             | Focus city                     |
| El Salvador                                                    | San Salvador        | Aeropuerto Internacional de El Salvador              | HUB                            |
| Guatemala                                                      | Ciudad de Guatemala | Aeropuerto Internacional La Aurora                   |                                |
| Honduras                                                       | Comayagua           | Aeropuerto Internacional de Comayagua                |                                |
| Honduras                                                       | San Pedro Sula      | Aeropuerto Internacional Ramon Villeda Morales       |                                |
| Nicaragua                                                      | Managua             | Aeropuerto Internacional Augusto C. Sandino          |                                |
| Panamá                                                         | Ciudad de Panamá    | Aeropuerto Internacional de Tocumen                  |                                |
| Sudamérica                                                     |                     |                                                      |                                |
| Colombia                                                       | Bogotá              | Aeropuerto Internacional El Dorado                   |                                |
| Colombia                                                       | Medellín            | Aeropuerto Internacional José María Córdova          |                                |
| Ecuador                                                        | Guayaquil           | Aeropuerto Internacional José Joaquín de Olmedo      |                                |
| Ecuador                                                        | Quito               | Aeropuerto Internacional Mariscal Sucre              |                                |
| Perú                                                           | Lima                | Aeropuerto Internacional Jorge Chávez                |                                |
| Europa                                                         |                     |                                                      |                                |
| España                                                         | Madrid              | Aeropuerto Adolfo Suárez Madrid-Barajas (estacional) | Ruta operada por Wamos Air     |
| 25 destinos internacionales. Actualizado en diciembre de 2023. |                     |                                                      |                                |

## Mantenimiento
TACA fundó Aeroman y es propietaria minoritaria desde que el control operativo fue vendido a Air Canada Technical Services ACTS.
Su CEO el Ing Ernesto Ruiz ha estado a cargo de esta empresa por más de 20 años.
El liderazgo del Sr Ruiz llevó desde la construcción de un solo hangar con 25 personas a un crecimiento impresionante de más de 1000 empleados junto con la construcción de un nuevo hangar "state of the art", que juntos como Aeroman tienen ahora clientes de nombre mundial, tales como jetBlue, Us Airways, Southwest entre otras.
Al mundo globalizado la industria aérea bajo un mismo cielo el Ing Ruiz es el CEO de Aeromantenimiento S.A. y junto con un equipo de excelentes trabajadores continúa liderando y expandiendo más los horizontes de aeromantenimiento
Aeroman es una base de mantenimiento con certificaciones de entidades de aviación civil europea (JAA), latinoamericanas (AAC, DGAC, etc.), y estadounidense (FAA). Aeroman fue una de las once bases de mantenimiento iniciales de Airbus MRO Network en el mundo y una de únicamente tres en América ---Air Canada Technical Services; TACA Aeroman, El Salvador; y TIMCO Aviation Services, EE. UU.
En Aeroman, estación clasificada como “heavy” (pesada), se realizan operaciones desde mantenimiento ligero hasta chequeos "D" que involucran el desensamblaje y verificación de gran parte de los aeroplanos
Aparte de Taca, otros clientes de Aeroman incluyen Volaris, JetBlue, y US Airways.

## Sala vip de San Salvador
En 2015, Avianca inaugura su sala vip en el Aeropuerto Internacional de El Salvador. El espacio de 720 metros cuadrados tiene capacidad para atender de forma simultánea a 200 pasajeros. Cada día, Avianca atiene a 300 personas entre los que abordan los aviones, arriban al país o hacen conexión en el aeropuerto salvadoreño

## Reconocimientos
Avianca El Salvador ha sido reconocida y nominada como la mejor aerolínea de Centroamérica y El Caribe, siendo ganadora de premios SKYTRAX en los años: 2008, 2009, 2010, 2012, 2014, 2015.

## Accidentes e incidentes

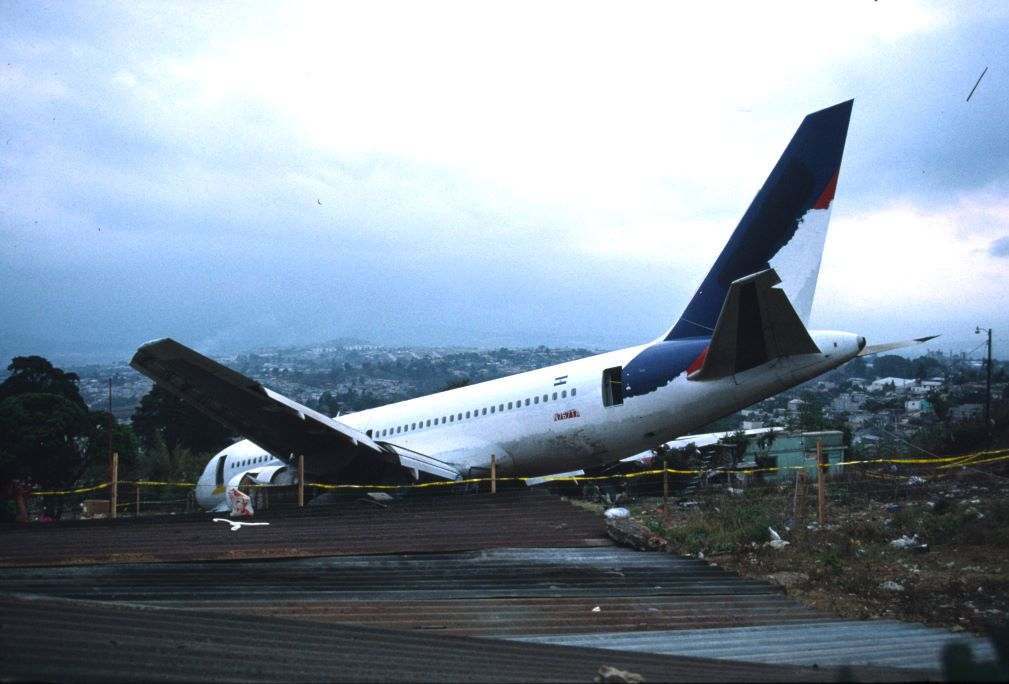
Accidente del vuelo 510 de TACA en Ciudad de Guatemala, 6 de abril de 1993

- El 3 de junio de 1945, un Douglas DC-3 (matrícula YS-22) propiedad de TACA y operado por Aerovías Brasil realizó un aterrizaje de emergencia en la Rede Mineira de Viação y se incendió. Los 4 tripulantes sobrevivieron.[13]
- El 17 de marzo de 1947, un Lockheed C-60 Lodestar (matrícula YS-28) se estrelló en la cordillera del Cerro del Padre Amaya en Colombia, falleciendo sus 8 ocupantes.[14]
- El 5 de marzo de 1959, un Vickers Viscount (matrícula YS-09C) se estrelló poco después de despegar del Aeropuerto Internacional de Managua en Managua, Nicaragua, cuando fallaron ambos motores de babor. Quince de las 19 personas a bordo murieron.[15]
- El 2 de mayo de 1976, un Douglas DC-6 (matrícula YS-35C) se salió de la pista al aproximarse al Aeropuerto de Rubelsanto en Guatemala. Ningún miembro de la tripulación murió.[16]
- El 2 de febrero de 1980, un Lockheed L-188 Electra (matrícula YS-07C) se incendió mientras estaba en tierra en San Salvador, lo que causó daños irreparables a la aeronave.[17]
- El 24 de mayo de 1988, el vuelo 110 de TACA, un Boeing 737-300 (matrícula N75356) con destino a Nueva Orleans, sufrió una doble parada de motor debido a la ingestión de agua, tras un encuentro en vuelo con una zona de intensa lluvia y granizo. El diseño de los motores y las normas de certificación de la FAA sobre ingestión de agua no consideraron el mayor volumen de agua generado por tormentas eléctricas fuertes o severas al operar a menor potencia. El avión aterrizó sin mayores daños en un dique de césped en las instalaciones de ensamblaje Michoud de la NASA. Los 45 pasajeros resultaron ilesos.[18]
- El 20 de julio de 1988, un Douglas DC-6 (matrícula N33VX) perdió potencia en tres de sus cuatro motores por falta de combustible. El avión intentó un aterrizaje de emergencia, pero el ala impactó contra el suelo al aterrizar en Golden Meadow, Luisiana, destruyéndose.  Los tres tripulantes fallecieron.[19]
- El 5 de abril de 1993, el vuelo 510 de TACA, un Boeing 767-200 (matrícula N767TA), se salió de la pista del Aeropuerto Internacional La Aurora de Ciudad de Guatemala debido a la imposibilidad de frenar en la pista inundada.[20]
- El 24 de abril de 1995, un Cessna Citation I (matrícula N120ES) se salió de la pista al aproximarse al Aeropuerto Internacional de Comalapa en San Salvador, colisionando con árboles a 2500 pies de la pista.  Ambos tripulantes sobrevivieron.[21]
- El 30 de mayo de 2008, el vuelo 390 de TACA, un Airbus A320-200 (matrícula EI-TAF), se salió de la pista empapada por la lluvia al aterrizar en el Aeropuerto Internacional Toncontín en Tegucigalpa, Honduras.  Hubo 5 muertos, 2 de ellos en tierra.[22]

## Galería de imágenes

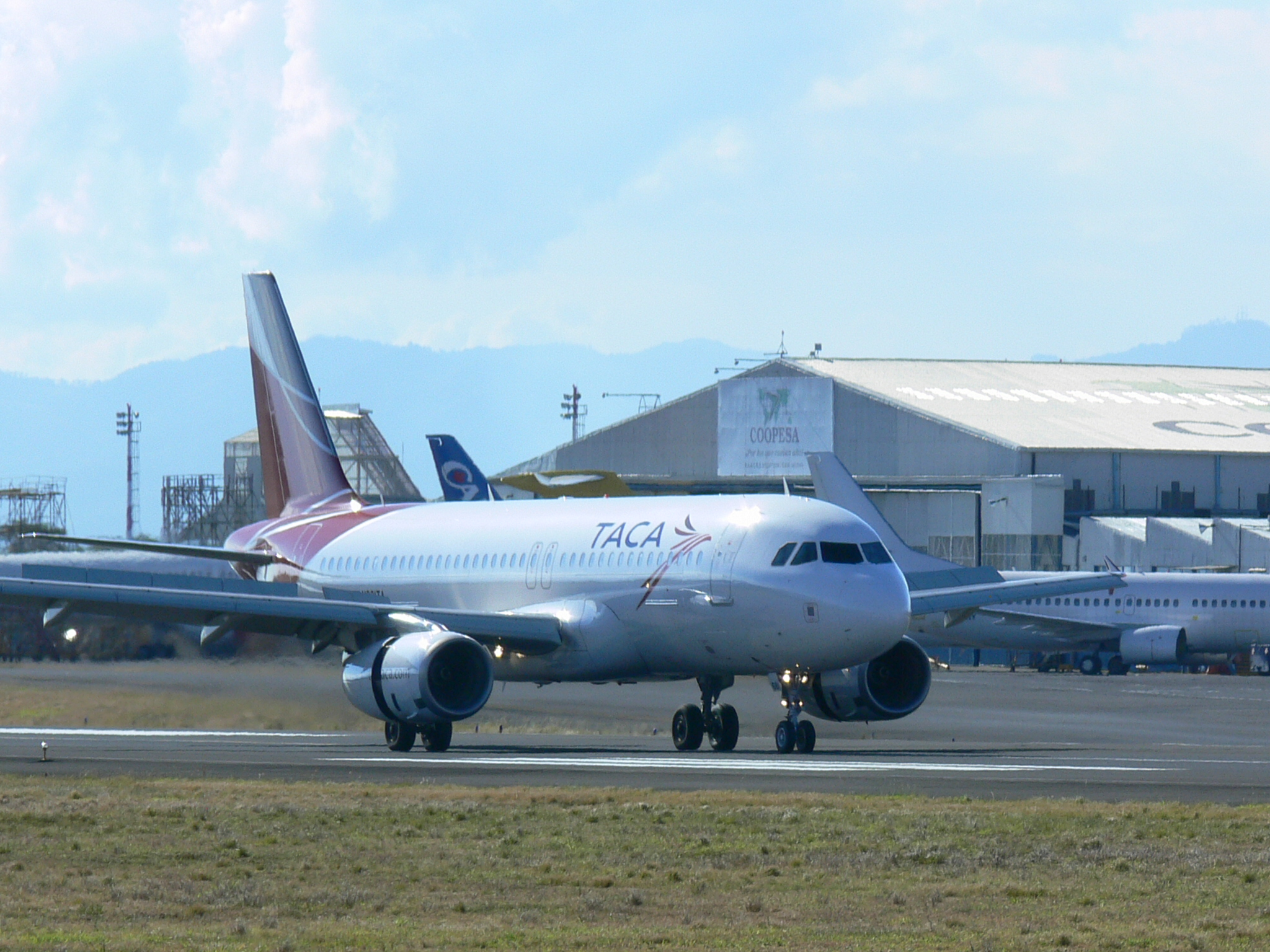
Airbus A320 de TACA Airlines
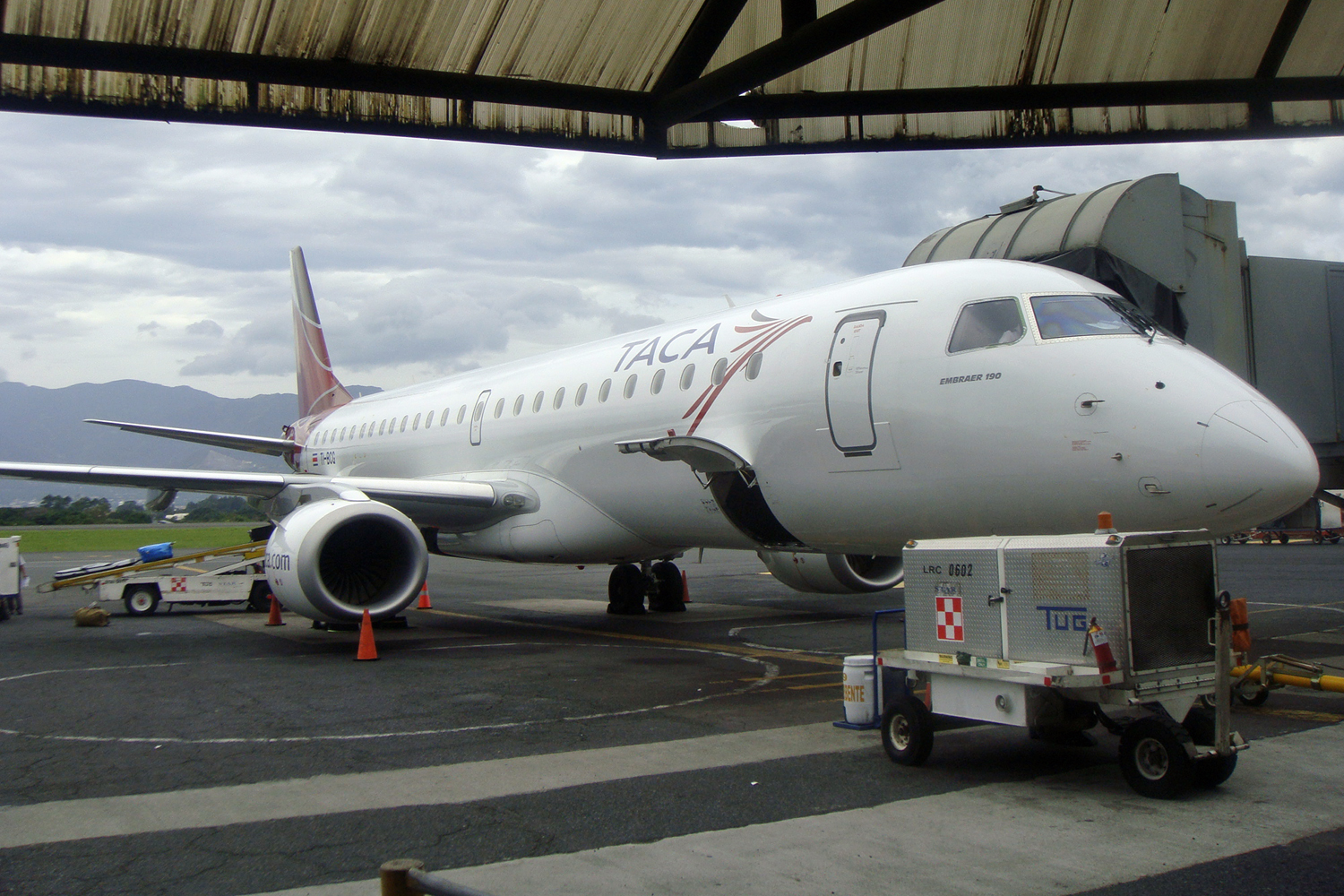
Embraer 190 de TACA
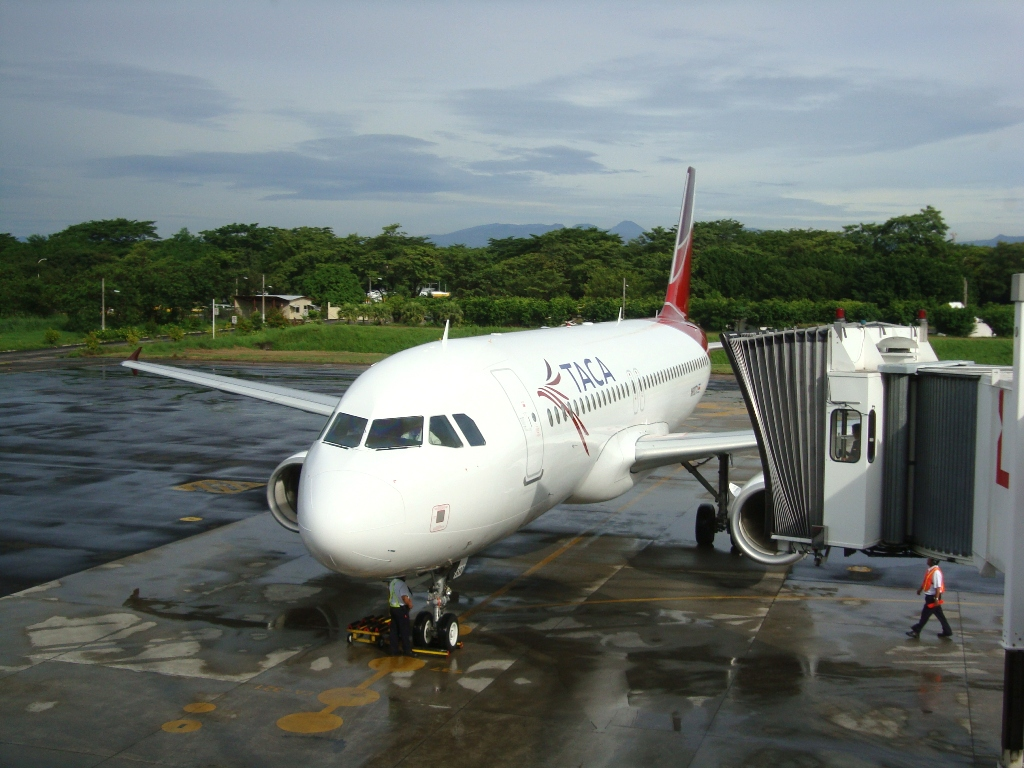
Uno de los Airbus A320 de TACA en San Salvador